# Thomas Singer
Thomas Singer (21 febbraio 1989) è un ex sciatore alpino svizzero.

## Biografia
Lo sciatore esordì in gare FIS il 14 dicembre 2004 a Laax, giungendo 86º in slalom gigante; partecipò per la prima volta a una prova di Coppa Europa in occasione della discesa libera di Crans-Montana del 10 marzo 2009, piazzandosi 47º.
Il 7 gennaio 2010 conquistò il suo unico successo in Coppa Europa, nonché unico podio, vincendo in discesa libera sul difficile tracciato della Lauberhorn a Wengen. Disputò l'ultima gara nel circuito continentale il 19 marzo 2011 a Formigal, classificandosi 27º in supergigante, e si congedò dal Circo bianco il 27 marzo successivo a Lenzerheide, in occasione dei Campionati svizzeri 2011. In carriera non esordì mai in Coppa del Mondo né prese parte a rassegne olimpiche o iridate.
Il 29 agosto 2023 conquistò il suo primo dottorato in Scienze Naturali presso l'Universita di Berna.

## Palmarès

### Coppa Europa
- Miglior piazzamento in classifica generale: 59º nel 2011
- 1 podio:
  - 1 vittoria

#### Coppa Europa - vittorie
| Data           | Località | Paese    | Specialità |
| -------------- | -------- | -------- | ---------- |
| 7 gennaio 2010 | Wengen   | Svizzera | DH         |

Legenda:

DH = discesa libera

### Campionati svizzeri
- 2 medaglie[1]:
  - 2 bronzi (discesa libera, supergigante nel 2011)

### Campionati svizzeri juniores
- 1 oro (supercombinata nel 2009)[senza fonte]